# Los informantes
Los informantes es un programa de televisión colombiano, realizado por Caracol Televisión, es conducido por María Elvira Arango y transmitido todos los domingos a las 8:30pm después de Noticias Caracol de las 7:00pm.  
Es caracterizado por hacer reportajes a todas las personas y conocer los testimonios de las diferentes situaciones dentro de Colombia.
Se estrenó el 27 de octubre de 2013 con la nueva producción informativa dentro del Canal Caracol.

## Equipo periodístico
Actuales
- María Elvira Arango
- Andrés Sanín
- Eduardo Contreras[1]
- Héctor Francisco Córdoba
- Federico Benítez
- María del Rosario Arrázola
- José Monsalve
- Diego Rubio

Anteriores
- María Alexandra Cabrera[2]
- Elizabeth Cortiles
- Ana Patricia Torres
- María Alejandra Cardona
- Diana Valderrama
- Laura Gamba
- Natalia Orozco
- Tatiana Bensa

## Premios y nominaciones

### Premios India Catalina
| Año  | Categoría                                     | Resultado |
| ---- | --------------------------------------------- | --------- |
| 2015 | Mejor Producción Periodística para Televisión | Nominado  |
| 2016 | Mejor Producción Periodística para Televisión | Ganador   |
| 2017 | Mejor Producción Periodística para Televisión | Nominado  |
| 2018 | Mejor Producción Periodística para Televisión | Ganador   |
| 2019 | Mejor Producción Periodística para Televisión | Ganador   |
| 2020 | Mejor Producción Periodística para Televisión | Ganador   |
| 2021 | Mejor Producción Periodística para Televisión | Ganador   |
| 2022 | Mejor Producción Periodística para Televisión | Ganador   |

### Premios TVyNovelas
| Año  | Categoría                                        | Resultado |
| ---- | ------------------------------------------------ | --------- |
| 2016 | Mejor programa periodístico o noticiero favorito | Nominado  |
| 2017 | Mejor programa periodístico o noticiero favorito | Nominado  |
| 2018 | Mejor programa periodístico o noticiero favorito | Nominado  |
| 2019 | Mejor programa periodístico o noticiero favorito | Nominado  |

### Premios de Periodismo

#### Simón Bolívar
- 2020 Mejor Crónica en Televisión "La Roja"
- 2017 Mejor Crónica en Televisión "Tronco de negocio"[3]
- 2016 Mejor Crónica en Televisión "Rutas de Ilegales"
- 2014 Mejor Entrevista en Televisión "Memorias del Holocausto"

#### Premio CPB
- 2014 Mejor Trabajo Periodístico en Televisión "Entrevista a Pablo Catatumbo"[4]